# 唐僖宗
唐僖宗李儇（「儇」，粤音：hyun1；862年6月8日—888年4月20日），唐朝第21任皇帝（除武则天以外）。唐懿宗第五子，初名俨。873年－888年在位，在位15年，得年27岁，死后谥号为惠圣恭定孝皇帝。唐朝皇帝中出逃时间最长的一位，在位年间有8年不在京师长安。

## 生平
咸通三年（862年）六月八日，生於东内（大明宫），是為唐懿宗第五子，母王贵妃。初名李俨，六年（865年）七月封普王。十一年（870年）遥领魏博节度使。
在咸通十四年（873年）由宦官拥立，时年十二岁。僖宗一共有五個年號：乾符（6年）、廣明（1年）、中和（4年）、光啟（3年）、文德（1年）。在位期間政事全交给宦官田令孜掌握，自己却肆無忌憚地遊樂，喜歡鬥雞、賭鵝、騎射、劍槊、法算、音樂、圍棋。他對打馬球十分迷戀，對身邊的優伶石野豬說：“朕若參加擊球進士科考試，應該中個狀元。”当时灾害连年，人民生活困苦，官员盘剥沉重。
乾符元年（874年），濮州王仙芝发动起兵。次年，黄巢也起兵于冤句（今山東曹縣西北），隨後兩軍會合，「黃巢之亂」爆发。王仙芝失败后，叛军由黄巢率领，南下進攻浙東，開山路700里入福建，克廣州，回師北上，克潭州，下江陵，直進中原。
广明元年（880年）十一月，黃巢軍攻克洛陽。十二月，下潼關，占领长安，宰相盧攜自殺，田令孜率五百神策軍帶僖宗自長安西門的金光門逃亡入四川，召沙陀族人李克用入援。李克用擊敗黃巢軍於田陂，黃巢退出關中。中和二年（882年）朱溫降唐，賜名朱全忠。
中和四年（884年），黃巢在山東泰安的虎狼谷中自殺（一說為部下林言所殺）。次年三月，唐僖宗返回长安，唐朝已接近灭亡的尾声。此時地方軍閥割據，秦彥據宣、歙，劉漢宏據浙東，朱全忠據汴、滑，李克用據太原、上黨，李昌符據鳳翔，諸葛爽據河陽、洛陽，秦宗權據許、蔡，王敬武據淄、青，高駢據淮南八州，各擅兵賦，迭相吞噬，唐朝中央政府無法節制，能夠控制的地區不過河西、山南、劍南、嶺南西道數十州。
中和五年（885年）三月，田令孜與河中節度使王重榮交惡，王重榮求救於太原李克用，大敗和田令孜结盟的静难节度使朱玫和李昌符，進逼長安。田令孜再領僖宗於光啟元年十二月逃亡到鳳翔（今陝西寶雞），這時諸道兵馬進入長安，燒殺搶掠，宮室坊裏被縱火燒焚者大半，“宮闕蕭條，鞠為茂草”。朱玫立襄王李熅為帝，改元“建貞”。僖宗以正統為號召，把王重榮和李克用爭取過來反攻朱玫，密詔朱玫的愛將王行瑜攻朱，王行瑜將朱玫及其黨羽數百人斬殺，縱兵大掠，時值寒冬，凍死的百姓橫屍蔽地。王重榮殺死襄王煴，田令孜被貶斥。光啟三年（887年）三月，僖宗到達鳳翔，節度使李昌符強留車隊，六月，李昌符進攻僖宗行宮，兵敗出逃隴州，扈駕都將李茂貞追擊，李昌符被斬。
光啟四年（888年）二月，僖宗又回到長安，舉行大赦，改元“文德”。文德元年（888年）四月二十日，去世，葬於靖陵（位於今陝西乾縣）。

## 家庭

### 后妃
- 无皇后、妃嫔的个人记录
- 唐僖宗继位后的咸通十五年（874年）正月，法门寺供奉品中有唐僖宗母惠安皇太后、昭仪、晋国夫人的施衣记录[2]:19

### 子女

#### 子
僖宗二子，王子的生母資料已失。
1. 建王李震
2. 益王李陞

#### 女
唐僖宗有两位女儿：
1. 唐兴公主
2. 永平公主

## 影視形象
- 谭杰：2009年纪录片：《大明宫》
- 孙瀚文：2014年電視劇：《大南迁》

## 延伸阅读
[在维基数据编辑]
 在维基文库阅读此作者作品（ 在维基共享资源阅览影像）
 《舊唐書/卷19下》，出自刘昫《舊唐書》
 《新唐書·卷009》，出自《新唐書》